# Підріччя
Підрі́ччя — село в Україні, у Камінь-Каширській громаді Камінь-Каширського району Волинської області. Населення становить 663 особи.

## Географія
Село розташоване на правому березі річки Турії.
На південь від села розташовані: гідрологічний заказник «Озеро Карасине», ботанічний заказник Мочуринський, гідрологічна пам'ятка природи «Озеро Добре» і ботанічна пам'ятка природи «Дуб звичайний».
На схід від села знаходиться гідрологічний заказник Озеро Сошичне.

## Історія
У 1906 році село Хотешівської волості Ковельського повіту Волинської губернії. Відстань від повітового міста 89 верст, від волості 28. Дворів 30, мешканців 182.

## Постаті
- Карпік Валентин Адамович (1971–2022) — солдат Збройних Сил України, старший механік-водій САУ у 24-ій ОМБр. Загинув 29-го травня 2022 р. внаслідок ворожого артобстрілу поблизу с. Врубівка на Луганщині.

## Населення
Згідно з переписом УРСР 1989 року чисельність наявного населення села становила 680 осіб, з яких 327 чоловіків та 353 жінки.
За переписом населення України 2001 року в селі мешкали 663 особи. 100 % населення вказало своєю рідною мовою українську мову.